# 異斑南鰍
異斑南鰍（學名：Schistura disparizona）為輻鰭魚綱鯉形目條鰍科南鰍屬的其中一種。分布於亞洲中國雲南省薩爾溫江流域，體長可達9.6公分，棲息在河川底層水域，生活習性不明。

## 扩展阅读
維基物種上的相關：異斑南鰍